# Course en ligne masculine des juniors aux championnats du monde de cyclisme sur route 2024
La course en ligne masculine des juniors aux championnats du monde de cyclisme sur route 2024 a lieu le jeudi 26 septembre 2024 entre Uster et Zurich, en Suisse, sur une distance de 127,2 kilomètres.

## Parcours
Partant d'Uster dans le canton de Zurich, le parcours fait le tour du lac de Greifen, revient à Uster puis rejoint Zurich pour un premier passage sur la ligne après 46,7 kilomètres. Ensuite les coureurs accomplissent trois fois le circuit local d'une longueur de 26,850 km et d'un dénivelé de 409 mètres. Ce circuit vallonné comporte plusieurs montées comme, après 2 kilomètres, la Zürichbergstrasse, une côte de 800 mètres à une moyenne de 8,6 % se terminant par un court passage à 15,9 %. La côte suivante est la Witikonerstrasse, une côte de 1 kilomètre à une moyenne de 8 %. La fin de ce circuit est plate et longe le lac de Zurich avant de rentrer en ville.

## Classement
| Rang                               | Cycliste                  | Pays            | Temps          |
| ---------------------------------- | ------------------------- | --------------- | -------------- |
| Médaille d'or, Coupe du Monde      | Lorenzo Finn              | Italie          | 2 h 57 min 5 s |
| Médaille d'argent, Coupe du Monde  | Sebastian Grindler        | Grande-Bretagne | + 2 min 5 s    |
| Médaille de bronze, Coupe du Monde | Senna Remijn              | Pays-Bas        | + 3 min 6 s    |
| 4                                  | Paul Fietzke              | Allemagne       | + 3 min 6 s    |
| 5                                  | Ashlin Barry              | États-Unis      | + 3 min 6 s    |
| 6                                  | Héctor Álvarez            | Espagne         | + 3 min 44 s   |
| 7                                  | Paul Seixas               | France          | + 4 min 11 s   |
| 8                                  | Jurgen Zomermaand         | Pays-Bas        | + 4 min 11 s   |
| 9                                  | Theodor August Clemmensen | Danemark        | + 6 min 45 s   |
| 10                                 | Håkon Eiksund Øksnes      | Norvège         | + 7 min 4 s    |